# Werner Cyprian
Werner Cyprian (* 27. November 1907 in Radebeul; † 4. Juli 1973, vermutlich in Stade) war ein deutscher Jurist und Verwaltungsbeamter.

## Leben
Nach dem Besuch des Gymnasiums in Greiz und seit 1921 in Weimar studierte Cyprian ab 1927 Rechtswissenschaften an der Universität Tübingen. Dort wurde er im selben Jahr Mitglied der Tübinger Burschenschaft Derendingia. Ab 1928 setzte er das Studium an der Universität München und ab 1929 an der Universität Jena fort. In Jena bestand er 1931 das Erste juristische Staatsexamen. Zum 1. August 1932 trat Cyprian in die NSDAP ein (Mitgliedsnummer 1.287.760). Ebenso wurde er Mitglied der SS und hatte dort den Rang eines Hauptsturmführers inne.
Nach dem Zweiten juristischen Staatsexamen trat Cyprian in den Staatsdienst ein und kam als Regierungsrat ins Thüringische Ministerium des Innern. 1940 war er Chef der Zivilverwaltung der I. Armee im Elsass und erhielt die Beförderung zum Oberregierungsrat. Zudem amtierte er kommissarisch als Landkommissar des Kreises Erstein. Von 1940 bis 1941 war Cyprian schließlich Landrat des Kreises, ehe dessen Gebiet auf die Nachbarkreise Molsheim, Straßburg und Schlettstadt aufgeteilt wurde.
Nach dem Krieg war er als Oberregierungsrat beim Regierungspräsidenten in Stade tätig.